# Leonardo da Vinci
Leonardo da Vinci (Vinci, Italija, 15. travnja 1452. – Amboise, Francuska, 2. svibnja 1519.) bio je talijanski polihistor; slikar, arhitekt, izumitelj, glazbenik, kipar, mislilac, matematičar i inženjer.
Ukratko, najveći genij renesanse, čovjek koji utjelovljuje renesansni ideal svestrana čovjeka – višestruko nadarena čovjeka neutažive znatiželje i žudnje za novim spoznajama. Osim u umjetnosti dao je doprinose anatomiji, botanici, geologiji, matematici, optici, mehanici, astronomiji, hidraulici, niskogradnji, tehnici proizvodnje oružja, urbanistici.
Njegove Posljednja večera (1495. – 97.) i Mona Lisa (1503. – 06.) spadaju među najpopularnije i najutjecajnije slike renesanse, dok njegovi spisi odražavaju duh znanstvenog istraživanja i mehaničke inventivnosti koja je bila stoljećima ispred svoga vremena.
Leonardo da Vinci bio je prvi umjetnik koji je afirmirao tehniku slikanja sfumato, a posebno je vidljiva na njegovim remek-djelima.
U vrijeme humanizma i renesanse, svestranost je bila visoko postavljena kvaliteta, no nije bez razloga bila rijetka. Leonardova svestranost bila je njegova duhovna snaga, koja je u njemu generirala neograničenu žudnju za znanjem i koja je vodila njegova razmišljanja i ponašanje. Umjetnik po dispoziciji, otkrio je da su njegove oči bile njegov glavni put do znanja; za Leonarda, vid je bio čovjekovo najviše osjetilo zato što vid sam pretvara činjenice u iskustva, odmah, korektno, i sa sigurnošću. To znači da svaki promatrani fenomen postaje predmet znanja. Saper vedere ("znati kako vidjeti") postaje glavna tema njegovih proučavanja čovjekovih djela i kreacija prirode. Njegova kreativnost sezala je u svako područje u kojem se koristilo grafičko predstavljanje: bio je slikar, kipar, arhitekt, ali i inženjer. Njegov veličanstven intelekt, neuobičajena snaga opservacije, te majstorstvo crtanja vodili su ga u promatranje same prirode, koju je proučavao metodično i konzistentno, pri čemu su umjetnost i znanost bile jednako zastupljene. 
Leonardovo je djelo sažetak toga izvanrednog perioda ljudske povijesti koji je poznat kao talijanska renesansa, perioda velikog kulturnog napretka i velikih projekata. Leonardova djela odraz su čovjeka toga doba, onoga što je osjećao i činio, strojeva koje je gradio kako bi moglao podizati crkve, palače, zamkove; strojeve za vođenje rata, za rad, za proizvodnju i trgovinu svih onih roba čija je dostupnost bila od vrlo velike važnosti za vladare i njihove dvorove. No kako bilo, još važnije, Leonardovi izumi svjedoče tko je i što on bio - čovjek kojeg je oblikovao najomiljeniji i najstimulativniji grad toga doba, Firenca.
Njegove ideje sadržane su u više od 6.000 Leonardovih zapisa.

## Životopis i djela

### Mladost u Firenci
Leonardo je rođen 15. travnja 1452. u malenom gradiću Vinci, blizu Firence u Toskani.Bio je sin bogatoga firentinskog bilježnika i seljačke žene. Sredinom 1460-tih obitelj se preselila u Firencu, najvažniji intelektualni i umjetnički centar Italije, gdje je Leonardo učio kod najboljih učitelja u gradu. Brzo je napredovao, socijalno i intelektualno. Bio je naočit, uvjerljiv u razgovoru te dobar glazbenik i improvizator. Oko 1466. otišao je u nauk u atelje Verrocchija, vodećeg firentinskog slikara i kipara toga vremena. U Verrocchiovoj radionici Leonardo se upoznao s mnogim aktivnostima, od slikanja oltarnih slika i slika na platnu, do kreiranja velikih kiparskih projekata u mramoru i bronci. Godine 1472. primljen je u ceh firentinskih slikara. U to vrijeme (oko 1473.) nastaje njegov prvi poznati crtež doline Arna, a sve do 1476. je smatran Verrocchiovim pomoćnikom. Na Verrocchiovoj slici Krštenje Kristovo (1470. – 1475., Uffizi, Firenca), pozadinski pejzaž i klečećeg anđela na lijevoj strani slike, najživotnije dijelove slike, naslikao je upravo Leonardo. Tu je po prvi put iskazao svoju znanstvenu radoznalost i odvažnost uporabom tada novih uljenih boja koje je Leonardo upoznao sa slika sjevernjačkih umjetnika koje su došle u vlasništvo bogate firentinske vlastele.
Od 1472. do 1475. slika slavno Navještenje, te portret Ginevre de' Benci (1474., Nacionalna galerija, Washington) i slika nedovršenog Sv. Jeronima (oko 1478., Pinakoteka, Vatikan).
God. 1478. Leonardo postaje samostalnim umjetnikom. Njegova prva narudžba da naslika oltarnu sliku u kapeli Pallazo Vecchio, firentinskoj gradskoj vijećnici, nikada nije ostvarena. Njegova prva značajna slika, Poklonstvo kraljeva (Uffizi), započeta 1481. godine, no nedovršena, naručena je za samostan San Donato a Scopeto u Firenci. Leonardov izraz bio je još uvijek vrlo nalik Verrocchievom, ali se postupno odmaknuo od učiteljevog ukočenog, tijesnog i ponekad rigidnog tretmana figura, do evokativnog i atmosferičnog odnosa prema kompoziciji. Poklonstvo kraljeva uvelo je novi pristup kompoziciji, u kojem su glavni likovi grupirani u prednjem planu, dok pozadina sadrži duboki prodor u prostor i pogled na imaginarne ruševine i scene bitaka.

### Godine u Milanu
U Milanu oko 1482. godine Leonardo je ušao u službu kod Ludovika Sforze, milanskog vojvode. Napisao je vojvodi zadivljujuće pismo u kojem je tvrdio da može sagraditi viseće mostove; da zna tehnike konstruiranja balističkih projektila i topova; da može izgraditi brodove tako dobro kao i oklopna vozila, katapulte i ostale vojne strojeve; da zna izrađivati skulpture u mramoru, bronci i glini. Služio je kao istaknuti graditelj strojeva (inženjer) u vojvodinim brojnim vojnim pothvatima, a bio je aktivan i kao arhitekt. Oko 1496. upoznao je talijanskog matematičara Lucu Paciolia s kojim proučava Euklida. Leonardo mu je asistirao u njegovu slavnom djelu "Divina Proportione" (1509.), raspravi o estetskom centriranju pravila (koncepta) zlatnog reza. Već tada se nazire Leonardova izuzetna nadarenost i zainteresiranost za široki spektar djelatnosti, od arhitekture, dizajna i mehanike, preko matematike i fizike, sve do kiparstva i slikarstva.
Izvori ukazuju na to da je Leonardo imao asistente i učenike u Milanu, za koje je vjerojatno napisao različite tekstove kasnije izdane pod naslovom Rasprava (monografija) o slikanju (1651.; prevedeno 1956.). Najvažnija od njegovih slika iz ranog Milanskog perioda je Bogorodica u pećini i to u dvije verzije (1483. – 1485., Louvre, Pariz; 1490-te do 1506. – 1508., Nacionalna galerija, London). Radio je na kompoziciji dugo vremena, naoko mu se nije dalo dovršiti započeto, što mu je bio običaj (do kraja života dovršio je tek nekoliko djela).
Leonardo je među prvima uveo atmosfersku perspektivu (efekt atmosfere koji bojom i definicijom dočarava udaljeni krajolik); pozadinski krajolik oslikan na ovaj način posebno je uočljiva karakteristika Leonardovih slika. Najveći majstori kasne renesanse u Firenci – Rafael, Andrea del Sarto i Fra Bartolomeo, učili su od Leonarda; potpuno je preobličio milansku školu, a Parmu, umjetnički centar Correggia, usmjerio je Leonardov rad.
Od 1495. do 1497. godine Leonardo je radio na svom remekdjelu, Posljednjoj večeri, zidnoj fresci u blagovaonici samostana Santa Maria delle Grazie u Milanu. Nažalost, njegovo eksperimentalno korištenje ulja na suhoj žbuci (tanak vanjski zid prostora konstruiranog za serviranje hrane) dovelo je do tehničkih problema, pa je do godine 1500. zidna freska počela propadati. Do 1726. pokušavalo se, bezuspješno, restaurirati fresku; zajednički konzervacijski i restauracijski program, temeljen na najmodernijoj tehnologiji, započet 1977. godine uspio je sanirati dio oštećenja. Iako je mnogo izvorne plohe propalo, veličanstvenost kompozicije i prodorna karakterizacija figura daju prolaznu viziju svoje iščezle raskoši.
Leonardove stilističke inovacije u slikarstvu još su uočljivije u Posljednjoj večeri u kojoj je rekreirao tradicionalnu temu na potpuno nov način. Umjesto prikaza dvanaestorice apostola kao individualnih figura, grupirao ih je po troje u dinamičnu kompoziciju oko lika Isusa Krista, koji je izoliran u sredini slike. Posjednut ispred blijedog, udaljenog krajolika gledanog kroz pravokutni otvor na zidu, Krist – koji naslućuje da će ga jedan od prisutnih izdati – predstavlja mirno i spokojno središte, dok ostali likovi reagiraju živahnim gestama. U veličanstvenosti scene i ozbiljnosti figura, Leonardo nam ponovno predstavlja stil kojeg je utvrdio više od jedne generacije prije Masaccio. Leonardova originalnost i inventivnost bila je, a i danas je primjer fantastične kreativnosti i upornosti.
Za vrijeme svog dugotrajnog boravka u Milanu, Leonardo je također izveo druge slike i crteže (od kojih je većina danas izgubljena), nacrte kazališta, arhitektonske crteže, modele za kupolu Milanske katedrale, te čak dizajnirao stroj za letenje. Njegova najveća narudžba bila je za kolosalnu brončanu konjaničku statuu Francesca Sforze, Ludovikova oca, za dvorište Castella Sforzesca.
Zbog činjenice da ni jedan Leonardov skulpturalni projekt nije dovršen, njegov pristup trodimenzionalnoj umjetnosti može se prosuditi samo po njegovim crtežima (nacrtima). Slična se zamjerka može uputiti njegovim arhitektonskim projektima; ni jedan od njegovih građevinskih projekata nije zapravo ostvario njegove naume. U svojim arhitektonskim nacrtima, ipak, demonstrirao je veličanstvenost u upotrebi masivnih formi, čistoću izraza i posebice duboko shvaćanje starovjekovnih Rimskih izvora i antike općenito.
U prosincu 1499. godine, ipak, obitelj Sforzu odvele su iz Milana francuske snage. Leonardo je napravio glineni model, ali igrom slučaja odlučeno je da se metal namijenjen za statuu utroši za proizvodnju topova. Model su uništili francuski strijelci, koji su ga koristili kao metu. Leonardo 1499. napušta Milano da bi se vratio u Firencu, ali ostaje neko vrijeme u Mantovi i Veneciji.

### Povratak u Firencu
Godine 1502. Leonardo je ušao u službu kod Cesara Borgia, vojvode od Romagne i sina vrhovnog generala pape Aleksandra VI. U okviru svojih mogućnosti, kao glavni vojvodin arhitekt i inženjer, Leonardo je nadzirao radove na gradnji utvrda papinske vojsku u centralnoj Italiji, te dizajnirao ratne strojeve i crtao topografske mape.
Godine 1503. postaje član komisije umjetnika koji su trebali odrediti prikladnu lokaciju za smještaj Michelangelovog Davida (1501. – 1504., Akademija, Firenca), a također je služio kao inženjer u ratu protiv Pise. 
Pred kraj godine Leonardo je počeo dizajnirati dekoraciju za veličanstvenu dvoranu Pallazzo Vecchio. Tema je bila Bitka kod Anghiaria, firentinska pobjeda u ratu protiv Pise. Tijekom 1505. godine napravio je mnoštvo crteža i završio predložak u punoj veličini, ali nikada nije dovršio zidnu sliku. Čini se da je Leonardo bio vičniji skiciranju i pravljenju nacrta od konstruiranja pravih modela i slikanja pravih djela. Predložak je uništen u 17. stoljeću, a kompozicija je sačuvana samo u kopijama, od kojih je najznačajniju (1615., Louvre) napravio Peter Paul Rubens.
Za vrijeme drugog firentinskog perioda, Leonardo je naslikao nekoliko portreta, ali samo jedan je sačuvan do dana današnjeg – čuvena Mona Lisa (1503. – 1506., Louvre, Pariz), jedan od najslavnijih portreta ikada naslikanih. Portret je također poznat kao "La Gioconda". Leonardo je, čini se, imao posebnu sklonost tom portretu, jer ga je nosio na sva svoja kasnija putovanja. Ovaj Leonardov najslavniji rad je poznat kako po veličanstvenosti tehničkih inovacija, tako i po misterioznosti legendarnog osmijeha. Taj rad je savršen primjer dvije tehnike – sfumata i kjaroskura (rasporeda svjetla i sjene, svijetlih i tamnih dijelova na slici) – koje je Leonardo primijenio među prvima. Sfumato (začađeno) je delikatan atmosferični "magloviti" ili "dimni" efekt načinjen finim, vrlo malenim prijelazima između područja boje; to je posebice uočljivo na nježnoj prozračnoj odjeći i zagonetnom osmjehu. Kjaroskuro (talijanski: Chiaroscuro, svjetlo i sjena) je tehnika modeliranja i definiranja forme pomoću omjera kontrasta između svjetlosti i sjene; senzitivne ruke modela su portretirane jasnom modulacijom svjetlosti i sjene, dok je kontrast boja oskudno upotrebljavan.
U isto vrijeme Leonardo proučava let ptica, dizajnira stroj za letenje, i pokušava riješiti kvadraturu kruga, te proučava fluidne elemente: vodu, zrak i vatru. Do danas sačuvani Leonardovi crteži, koji otkrivaju njegovu briljantnu nadarenost za sastavljanje nacrta i njegovu veličanstvenost u otkrivanju anatomije ljudi, životinja i biljaka, mogu se pronaći u najvažnijim europskim zbirkama. Najveći dio nalazi se u dvorcu Windsor u Engleskoj. Zanimanje za ljudsku anatomiju svojstveno je mnogim znanstvenicima renesanse, uzevši u obzir da je znanje o anatomiji tijela u to vrijeme bilo vrlo oskudno.

### Starost i smrt
Godine 1506. Leonardo se vratio u Milano, na poziv francuskog guvernera, Charlesa d'Amboisea. Sljedeće je godine imenovan dvorskim slikarom Luja XII., koji je tada prebivao u Milanu. Sljedećih šest godina Leonardo je dio vremena provodio u Milanu, a dio u Firenci, gdje je često posjećivao svoju polubraću i polusestre i vodio brigu o svom nasljedstvu. Tada je nastala i slika Sv. Ana, Bogorodica i dijete, a poduzima i detaljna anatomska istraživanja. U Milanu je nastavio svoje inženjerske projekte, a radio je i na konjaničkoj statui za spomenik Giana Giacoma Trivulzia, komandanta francuskih snaga u gradu; iako projekt nije dovršen, crteži i studije su očuvani.
Njegov najpoznatiji crtež vjerojatno je veličanstveni Autoportret u staroj dobi (1510. – 1513., Knjižnica Reale, Torino).
Od 1514. do 1516. Leonardo je živio u Rimu pod patronatom Pape Lava X.: bio je udomljen u Palazzo Belvedere u Vatikanu i izgledalo je da je zaokupljen prvenstveno znanstvenim eksperimentima. Godine 1515. konstruira mehaničkog lava za krunidbu Franje I., kralja Francuske, a već sljedeće godine je otputovao u Francusku s ciljem da uđe u njegovu službu. Proveo je svoje zadnje godine u Château de Clouxu, u blizini Amboisea, gdje je dizajnirao palaču u Romorantinu. Preminuo je u Amboiseu, 2. svibnja 1519. u 67. godini.

## Znanstveni i teorijski projekti
Kao znanstvenik Leonardo se uzdizao iznad svih svojih suvremenika. Njegove znanstvene teorije, kao i njegove umjetničke inovacije, bile su bazirane na pažljivom promatranju i preciznom dokumentiranju. Shvaćao je, bolje nego bilo tko u njegovu ili sljedećem stoljeću, važnost preciznog znanstvenog opažanja.
Nažalost, kao što često nije uspijevao ostvariti svoje umjetničke projekte, tako nikada nije dovršio planirane rasprave (monografije) na temu različitih znanstvenih tema. Njegove teorije sadržane su u brojnim bilježnicama, a većina ih je sačuvana u rukopisima. Budući da ju se ne može lako dešifrirati, Leonardova ostavština nije raznesena tijekom njegova života. Kada je u 16. stoljeću objavljena dovela je do revolucije u znanosti.
Leonardo je zapravo preduhitrio mnoga meteorološka i geološka otkrića, razumijevao je efekt Mjeseca na plimu i oseku, nagovještavao je moderno shvaćanje formiranja kontinenata te je pretpostavio podrijetlo fosiliziranih ljuštura. Bio je među prvim osnivačima znanosti o hidraulici i vjerojatno je izumio hidrometar. Njegova shema za gradnju kanala riječnih sustava još i danas ima praktičnu vrijednost. Predstavio je velik broj genijalno osmišljenih strojeva, od kojih su mnogi bili potencijalno upotrebljivi, između njih i ronilačko odijelo. Njegove leteće naprave, iako se nisu mogle koristiti u praksi, utemeljile su zvučne zakone aerodinamike.

### Izumi i naprave
Čovjekov let je bio problem na kojem je Leonardo radio intenzivno punih 25 godina. Kao i kod drugih studija, kretao je od razumnih pretpostavki: "Iako je čovjek sa svojim duhovnim sposobnostima otkrio velik broj pronalazaka ... nikad neće otkriti pronalazak koji može nadmašiti prirodu po ljepoti, jednostavnosti i neposrednosti, u čijem stvaranju ne nedostaje ništa i ništa nije prekomjerno. "
Na žalost nije mu uspjelo otkriti tajnu pogonske snage pri letu, tako da se čini da su njegova promatranja i njegova raznolika nastojanja u proučavanju ptičjeg leta ostala bez učinka. Glavnina njegovih nacrta se bavi izumima o letu s pomičnim krilima, u kojima čovjek, koji leži na jednoj dasci okrenut licem prema dolje, treba pomicati krila.
Ponekad ga je njegova revnost vodila do čudnovatih ekstrema - naprava s nekoliko dašćica postavljenih u obliku ptičjih krila, s trupom forme ljuske spada vjerojatno u fantastičan izum. Međutim, padobran piramidalnog oblika se potvrdio u praksi, vjerojatno je Leonardo bio prvi pronalazač koji je otkrio jedan takav pronalazak.
Izum propelera oblika vijka budi još i danas u inženjerima zračnog prijevoza velik interes. Leonardo izgleda nije davao tome velik značaj, čak se i pretpostavlja da je tu konstrukciju preuzeo od zvrka, igračke koja je tada već bila poznata. Mnogi smatraju ovaj pronalazak prvim helikopterom i pretečom propelera, unatoč tome što aerodinamički gledano nema pretjerane sličnosti s istima, doli samo vizualne sličnosti.
Leonardova primijenjena mehanika - možda u jačoj mjeri nego njegove druge studije znanstvene ili tehničke umjetnosti - pobuđuje priznanje i čuđenje u 20. stoljeću koje je svjesno strojeva i motora. Puno njegovih pronalazaka, kao npr. lanac i zupčanik mogu se razumjeti bez teškoća. Već nakon kraćeg proučavanja njegovih nacrta, tehničari su mogli provjeriti i proizvesti odmah radne modele njegovih vozila i kolovrata.
Vozilo je tako izumljeno da se pokreće od strane dviju grupa svinutih opruga koje daju promjenjivu silu; dok jedna grupa radi druga se povlači, te se tako dolazi do ravnomjernog pokretanja.
Vreteno sliči u principu onima koji se danas upotrebljavaju u tekstilnoj industriji. Vreteno je viličasti dio, i Leonardov smisleni pogon nije dopustio da se samo rotira, nego i pomicanje prema naprijed i prema unazad; tako se konac ravnomjerno namatao na kalem.

## Vanjske poveznice
- Leonardo i matematika
- Leonardo - biografija  Arhivirana inačica izvorne stranice od 26. lipnja 2008. (Wayback Machine)
- Leonardo na Znanje.org
- Art Gallery - Leonardo da Vinci (na poljskom)
- (tal.) Atlantski kodeks  Arhivirana inačica izvorne stranice od 12. srpnja 2007. (Wayback Machine), digitalna verzija ("Biblioteca Ambrosiana", Milano)